# Acanthocheila armigera
Acanthocheila armigera är en insektsart som först beskrevs av Carl Stål 1858.  Acanthocheila armigera ingår i släktet Acanthocheila och familjen nätskinnbaggar. Inga underarter finns listade i Catalogue of Life.